# تشارلز إدوارد بيرس
تشارلز إدوارد بيرس (بالإنجليزية: Charles Edward Pearce)‏ هو محامي وسياسي أمريكي، ولد في 29 مايو 1842، وتوفي في 30 يناير 1902 بسانت لويس في الولايات المتحدة. حزبياً، نشط في الحزب الجمهوري. انتخب عضو مجلس النواب الأمريكي.